# 索斯米821式衝鋒鎗
索斯米821式衝鋒鎗（英語：SOCIMI Type 821-SMG）是一款由意大利位於米蘭市的米蘭工業製造公司（義大利語：Società Costruzioni Industriali Milano, SpA，簡稱：SOCIMI，音譯：索斯米）於1980年代生產的冲锋枪，發射9×19毫米帕拉貝倫口徑手枪子彈。

## 研發歷史
乍眼一看，索斯米821式衝鋒鎗可說是以色列烏茲衝鋒槍（Uzi）的意大利仿製版本，只是在其原型設計上添加了一些改進。自1970年代初以來，索斯米公司一直在鐵路建設領域方面活躍；直到1983年，它與歷史悠久的槍械製造商路易吉．弗蘭基合作成立一家合資企業，專注於軍用武器業務。是次合作的成果是一系列突擊步槍和821式衝鋒鎗。這款冲锋枪的早期原型槍和評估樣品槍很快就由弗蘭基直接生產，直到索斯米完成加工準備以開始其內部生產。

## 設計
索斯米821是以以色列烏茲衝鋒槍為藍本，它直接採用了烏茲的多種設計，包括包絡式槍機（已在另一款意大利製衝鋒槍，貝瑞塔PM-12上使用），保險／快慢機和握把式保險，以及設在手槍握把內部的彈匣供彈插槽。只是，索斯米／弗蘭基的工程師希望通過研發各種新的功能，藉以區分該武器和原來的烏茲衝鋒槍。索斯米衝鋒槍是由一塊鍛造的輕質鋁合金所製成的固體單片矩形機匣所構建而成，有別於烏茲衝鋒槍的重型钢製機匣的設計；索斯米衝鋒槍在機匣後部設有單獨的開口，可將整個槍栓組件從該開口抽出來；而當槍管插入前部並且以螺母固定時，可以像烏茲那樣將其從機匣上擰下來。其握把上具有手指凹槽以便握持。
與以色列烏茲衝鋒槍複雜的兩節折疊式金属槍托設計（其實還有一款木质固定槍托）相反，索斯米821式衝鋒槍採用的是一種簡單的向右側折疊的管狀金属槍托；它裝設於機匣後側下方的樞軸，並且在折疊時平放於該槍的右側。該槍托比烏茲衝鋒槍所裝上的更長（200毫米對180毫米），因此操作和抵肩時更為舒適。不使用時，托底板可與槍托管身成水平狀般折疊起來。雖然最初的烏茲衝鋒槍的折疊式槍托可在近身距離作戰，比如極其接近的交火或徒手搏擊的戰鬥當中用作鈍物／武器，但該槍的槍托並未考慮到這種用途。
索斯米821式衝鋒槍比以色列烏茲衝鋒槍整體更輕便、更緊湊，空槍重量僅為2.450千克，比同樣處於空槍狀態下的烏茲衝鋒槍的3.500千克要輕便1.05千克；而槍托折疊時整體長度為400毫米，比同樣槍托折疊下的烏茲的470毫米縮短70毫米；槍托展開時則是600毫米，與烏茲相同。該槍藉由採用縮短的槍管，從原型槍的260毫米縮短至200毫米，以實現總長度減少。這亦有助於將射速從原型槍的600發／分鐘降至550發／分鐘，令其在全自動及單發時凖確度與可控性得到顯著的提高。該槍在150—200公尺的範圍以內可發揮最佳效果；而包絡式槍機可保持武器平衡，使得其可僅以單手完全控制擊發。

## 使用國
索斯米821式衝鋒槍由意大利內政部少量購入並且配發給意大利國家警察的中央安全行動局NOCS部隊，並有可能已配發給其他知名度較低的意大利作戰單位或組織。索斯米821式衝鋒槍從未成為任何意大利軍隊的制式衝鋒槍。這是因為索斯米於1992年破產，導致其突擊武器系統（包括821式衝鋒槍）的生產停擺，從此再也未獲重新生產。被索斯米所持有，直到破產為止的弗蘭基，無疑是索斯米武器系統發展背後的實體；他們很快就將821式衝鋒槍型號改稱為“弗蘭基LF-821”，結果並無取得成功；它最終被貝瑞塔控股公司所收購，因此停止了所有跟軍用槍械的研發和生產有關的工作。
意大利軍隊收購了索斯米821式衝鋒槍的樣品槍，該槍目前被收藏於其庫存當中。由索斯米擁有的821式樣品與其他槍械則是由意大利公司，比如路易吉．弗蘭基和菲奧基彈藥公司保存在其倉庫當中。有關向國外銷售的謠言則無法確認；在破產之前，索斯米已跟位於宾夕法尼亚州費城的一家名為MTS有限公司的美國公司達成出口協議。以索斯米821式衝鋒槍為藍本的實驗開發項目包括用於全尺寸型號的特殊戰術公文包、總長度為250毫米的索斯米821-5式微型衝鋒槍，以及發射原為伯奈利CB-M2衝鋒槍所研發的9×25毫米AUPO無殼彈的無殼彈衝鋒槍型，這些衍生型都無一通過原型階段。

## 圖集

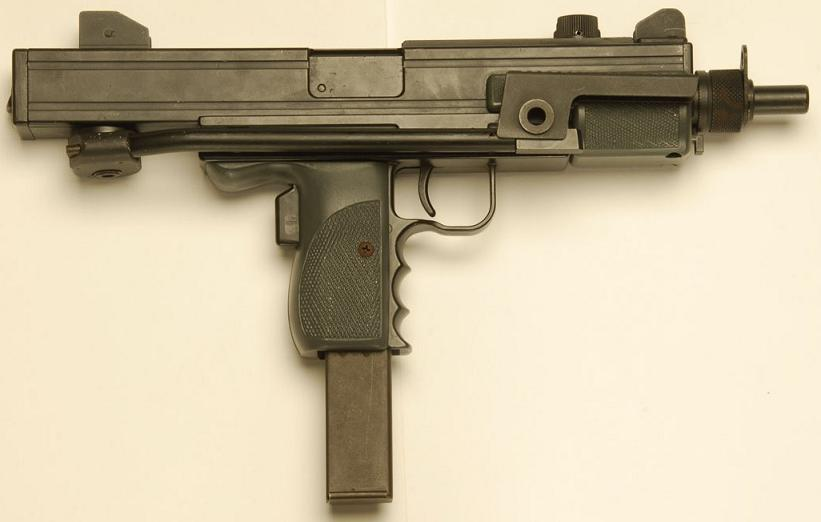
槍托折疊時
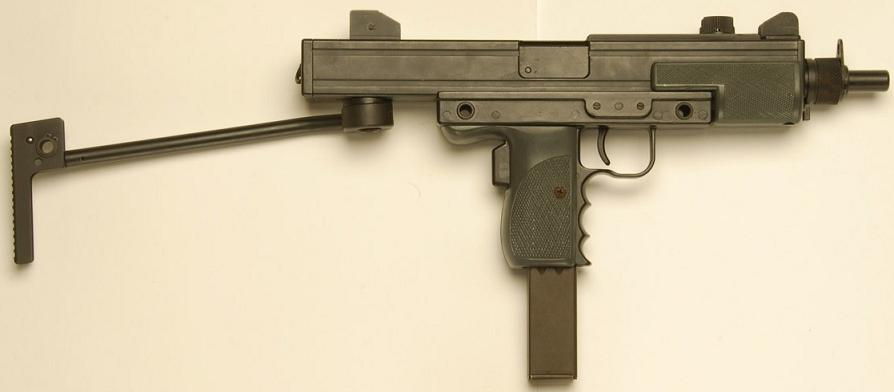
槍托展開時

## 登場作品

### 電子遊戲
- 2020年—《決勝時刻：黑色行動冷戰》：命名為“Milano 821”，拉機柄改為設置在左側。

## 資料來源
1. ↑  .   [2014-11-08]. （原始内容存档于2010-09-15）.
2. ↑  Italian Ministry of Interior - Decree n° 559/A/1/ORG/DIP.GP/14 of March 6, 2009, concerning weapons and equipment in use with the Italian National Police - in Italian 的存檔，存档日期July 16, 2011，. Retrieved on August 25, 2010.

## 外部連接
- （英文）—Probert Encyclopaedia entry
- （英文）—The SOCIMI Weapons System on the 12/2003 issue of Small Arms Review
- （英文）—SOCIMI Type 821-SMG video （页面存档备份，存于）